# Тодор Андреев
Тодор Кирилов Андреев е бивш български боксьор, треньор по бокс и функционер на Българската федерация по бокс, легенда на българския бокс.

## Биография
Роден е на 19 март 1923 г. в Пловдив.
През 1945 г. създава боксова школа към ЖСК „Левски“, а след това е ръководител в Пловдив на първата държавна школа по бокс в България. Работи като треньор и в други клубове в Пловдив – „Спартак“, „Торпедо“ и Школата към Градския комитет за физкултура и спорт.
В периода 1948 – 1957 г. е помощник-треньор на националния отбор. От 1954 г. започва работа в Българската федерация по бокс като държавен треньор. Старши треньор е на националния отбор по бокс в перидите: 1958 – 1960, 1963 – 1971 и 1977 – 1979 г.
Автор и съавтор на множество публикации и трудове, посветени на бокса.
На 19 март 2013 година празнува 90-годишен юбилей, за което получава паметен плакет от заместник-министъра на физическото възпитание и спорта.
Умира на 22 декември 2017 г.